# St. Agatha (Dietikon)

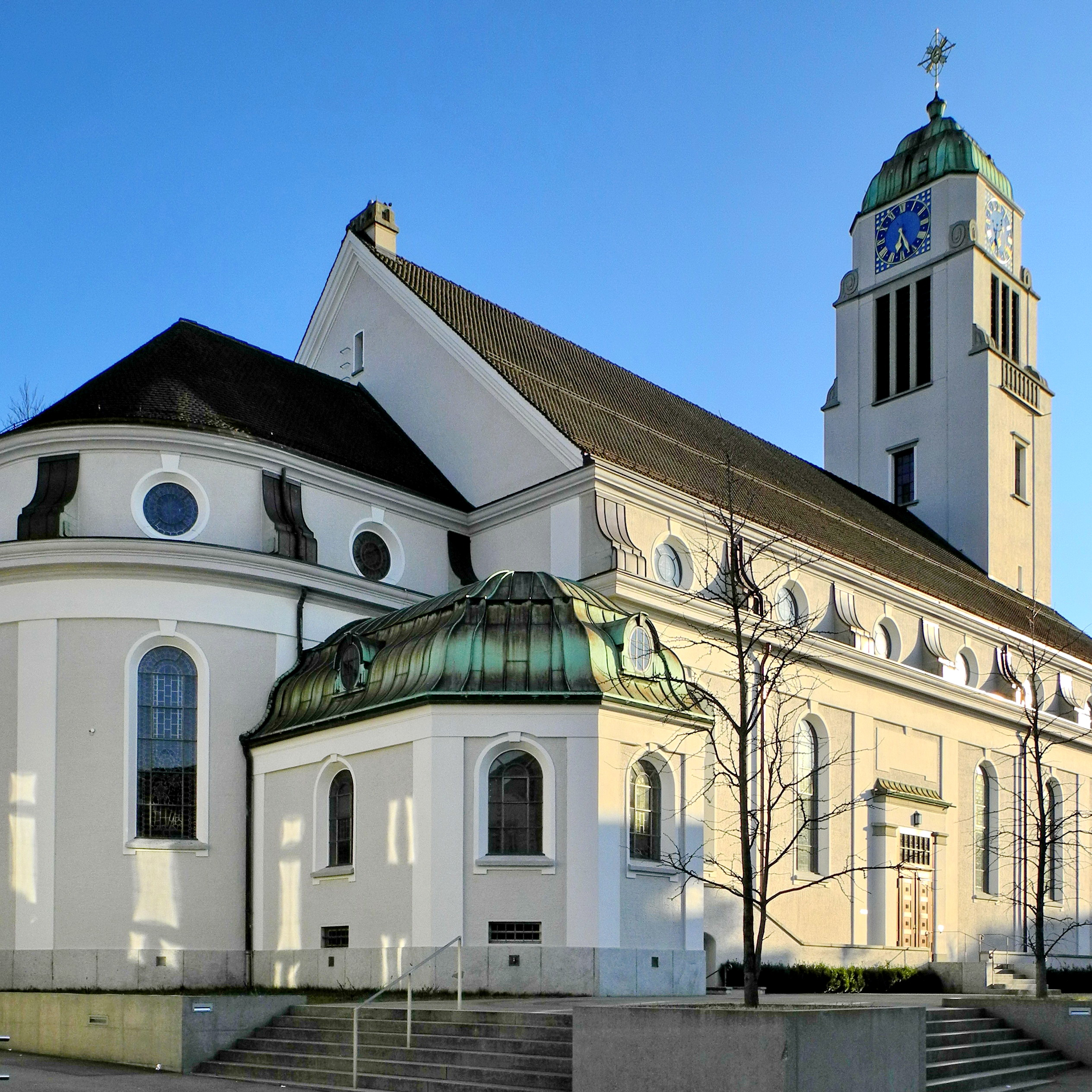
Kirche St. Agatha

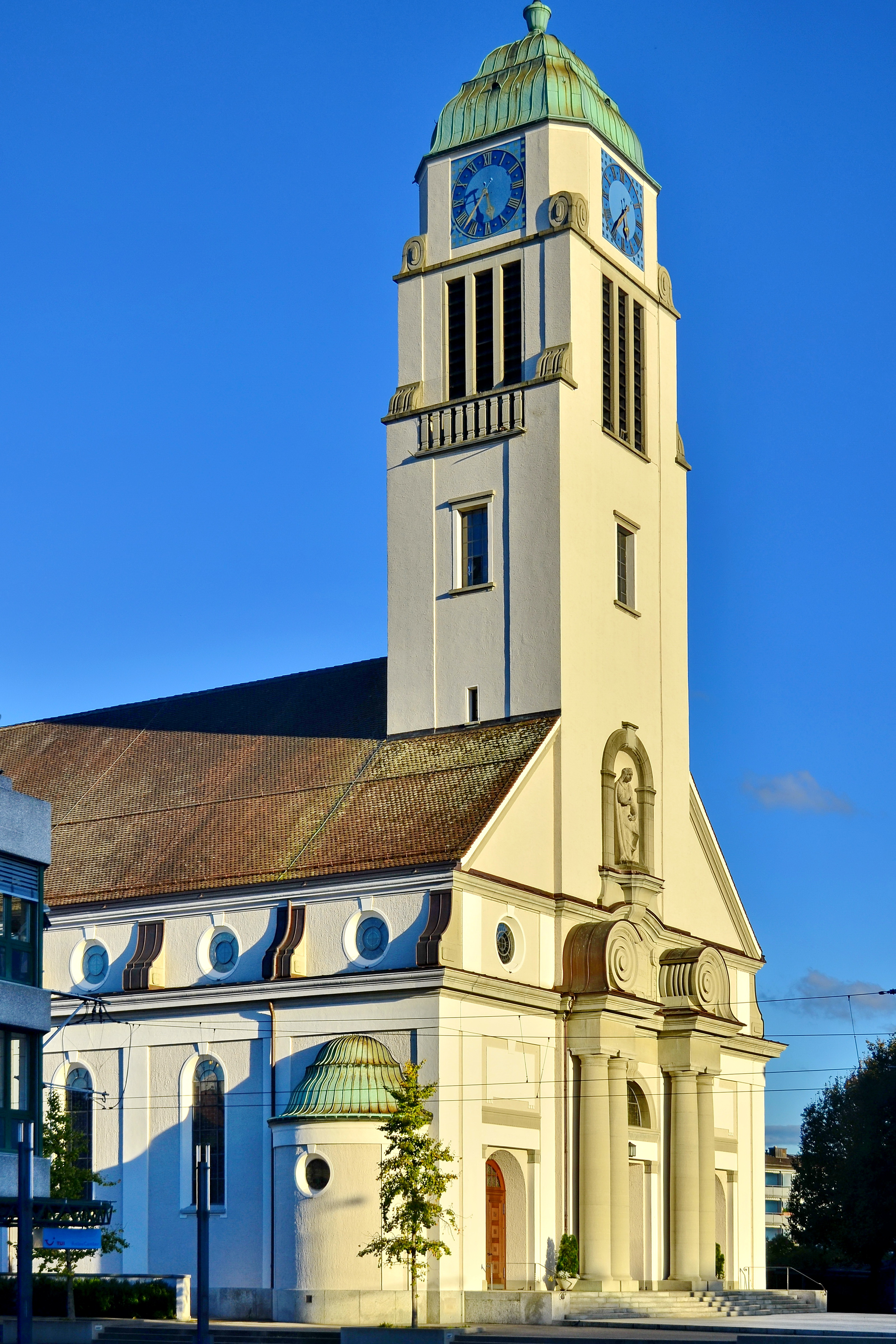
Frontfassade von Westen

Die Kirche St. Agatha ist eine der beiden römisch-katholischen Pfarrkirchen von Dietikon im Kanton Zürich. Sie steht im Stadtzentrum in unmittelbarer Nähe des Bahnhofs Dietikon.

## Geschichte

### Mittelalter bis ins 20. Jahrhundert
Ab dem 8. Jahrhundert befand sich im Gebiet der heutigen Basi eine erste christliche Kultstätte in Dietikon. Im Dorfkern von Dietikon ist eine Pfarrkirche seit dem Jahre 1089 urkundlich nachgewiesen. Es wird angenommen, dass die Kirche St. Ulrich und Josef erst gegen Ende des 11. Jahrhunderts erbaut wurde, wahrscheinlich als Filiale der Stadtkirche von Baden. Zur Kirche St. Ulrich und Josef gehörten im 14. Jahrhundert mehrere Kapellen. So war St. Ulrich und Josef die Mutterkirche der umliegenden Gemeinden Glanzenberg (1259 an Weiningen ZH abgetreten), Killwangen (1319 an Baden abgetreten), Spreitenbach, Urdorf und Geroldswil. Noch im Jahr 1489 wurde in Urkunden für die Kirche der Hl. Ulrich als erster Titelheilige genannt. Nach einem Kirchenbrand wurde die Kirche neu der Hl. Agatha geweiht. Der Hl. Josef blieb weiterhin der Nebenpatron der Kirche. Das Patronat der Kirche von Dietikon wurde 1257 von Rudolf von Habsburg zusammen mit dem Patronat der Filialen Spreitenbach und Urdorf an das Kloster Wettingen vergabt. Als das Kloster Wettingen im Jahr 1529 den reformierten Glauben annahm, wurden auch in der zum Kloster Wettingen gehörenden Kirche St. Agatha Dietikon die Bilder und Altäre aus der Kirche entfernt und eine Kanzel in den Chor gestellt. Nach der Schlacht bei Kappel 1531 setzten die katholischen Orte die Wiedereinführung des katholischen Glaubens im Kloster Wettingen durch. Im Jahr 1532 wurde deshalb in der Kirche St. Agatha Dietikon wieder der Altar in der Kirche aufgestellt, doch blieb in Dietikon eine reformierte Minderheit bestehen. Durch das Landfriedensgesetz wurde die Kirche St. Agatha beiden Konfessionen zugesprochen. Auch das Pfarrhaus wurde zunächst von einem reformierten und einem katholischen Pfarrer bewohnt. Der reformierte Pfarrer zog sich jedoch bald nach Urdorf zurück, das ganz zum neuen Glauben übergetreten war. Die Ernennung des katholischen und des reformierten Pfarrers geschah jeweils durch den Abt von Wettingen, dem von der Stadt Zürich eine Dreierliste vorgelegt wurde, aus der er zu wählen hatte. Noch vor der Aufhebung des Klosters Wettingen im Jahr 1841 ging im Jahr 1838 das Patronat vom Kanton Aargau an den Kanton Zürich über. Als im Jahr 1803 die Helvetische Republik aufgelöst wurde, erhielt der Kanton Zürich durch die Mediation die beiden katholisch geprägten Gemeinden Rheinau ZH und Dietikon. Die dortigen Pfarreien waren – ab 1863 auch noch mit der Pfarrei St. Peter und Paul in Winterthur – die einzigen, die im sonst reformiert geprägten Kanton Zürich öffentlich-rechtlich anerkannt waren. Diese Sondersituation änderte sich erst im Jahr 1963 im Rahmen einer Volksabstimmung, durch die die römisch-katholische Kirche im ganzen Kanton Zürich anerkannt war.

### Ab dem 20. Jahrhundert

#### Ende des Simultanverhältnisses
Der Bau der Spanisch-Brötli-Bahn und die danach einsetzende Industrialisierung hatten einen raschen Anstieg der Bevölkerung von Dietikon zur Folge. Die alte Simultankirche wurde deshalb sowohl für die katholische als auch für die reformierte Gemeinde viel zu klein. Auch waren aus verschiedenen Gründen mehr als zwei Gottesdienste am Sonntagmorgen nicht möglich, sodass die Platzverhältnisse den Bischof von Chur, Georg Schmid von Grüneck an der Firmansprache zu Allerheiligen 1911 zur Aussage brachte: „Spannen Sie alle Kräfte an, um aus dieser Sardinenbüchse herauszukommen“. In den 1910er Jahren wurde deshalb die Beendigung des Simultanverhältnisses von beiden Kirchgemeinden angestrebt, ohne dass man sich jedoch mit der anderen Kirchgemeinde hätte einigen können. Auch war lange nicht klar, welche der beiden Kirchgemeinden die alte Kirche behalten würde. Auf beiden Seiten wurde für den Bau einer je eigenen, neuen Kirche Geld gesammelt und nach geeignetem Bauland Ausschau gehalten. Nach jahrelangen Verhandlungen wurde 1918 eine Schätzung der Anteile der beiden Kirchgemeinden an der alten Simultankirche vorgenommen. Da die katholische Ausstattung reichhaltiger war, war deren Anteil an der alten Kirche grösser. An einer Abstimmung der reformierten Kirchgemeinde am 23. Januar 1921 entschieden ihre Mitglieder mit 78 von 120 Stimmen, das Auskaufangebot der katholischen Kirchgemeinde anzunehmen. Am 13. September 1925 hielten die reformierten Christen in der alten Simultankirche ihren letzten Gottesdienst und zogen zur Einweihung der neu erbauten reformierten Kirche.

#### Kirchenneubau
Die katholische Baukommission schrieb zu Beginn der 1920er Jahre einen Architekturwettbewerb aus, von dem die Kommission drei Projekte in die engere Wahl zog, welche von den renommierten Kirchenarchitekten Adolf Gaudy (Romanshorn), Anton Higi (Zürich) und Joseph Steiner (Schwyz) stammten. Pater Albert Kuhn (Einsiedeln) und die Architekten Siegwart (Aarau) sowie Scheyer (St. Gallen) begutachteten die Projekte und empfahlen die Ausführung des Entwurfs von Gaudy. 192 von 224 Stimmberechtigten genehmigten an der Kirchgemeindeversammlung vom 14. Dezember 1924 dieses Bauprojekt. Da die neue Kirche etwa die doppelte Fläche der alten Simultankirche aufweisen sollte, musste der alte Friedhof von Dietikon durch Exhumierungsarbeiten geräumt werden. Im Oktober 1925 wurden mit den Fundamentarbeiten begonnen, während die alte Kirche innerhalb der neuen Fundamente weiterhin in Betrieb war. Am 26. Oktober 1925 fand der erste Spatenstich für die neue Kirche St. Agatha statt. Am Aschermittwoch, dem 17. Februar 1926 fand der letzte Gottesdienst in der alten Kirche statt. Am gleichen Tag wurde die Innenausstattung der alten Kirche in eine hölzerne Notkirche überführt, in der Folgezeit wurde die alte Kirche abgetragen. Am 5. März 1926 wurde der alte Kirchturm gesprengt. Am 11. September 1927 fand die Weihe der neuen St. Agatha-Kirche durch Diözesanbischof Georg Schmid von Grüneck statt. 1939–1940 wurde an der Tramstrasse das Kirchgemeindehaus erbaut. In den Jahren 1976–1977 wurde die Kirche St. Agatha nach Plänen des Architekten Felix Schmid, Rapperswil renoviert. Hierbei wurden auch die Vorgaben der Liturgiekonstitution des Zweiten Vatikanischen Konzils definitiv umgesetzt. Aus Veroneser Marmor wurden der Volksaltar, der Ambo und der Taufbrunnen von Albert Wider, Widnau SG geschaffen. Im Seitenschiff links des Chorraumes entstand eine Werktagskapelle mit Tabernakel, Altar und Kreuz für 40 Personen. Neu wurde auch ein Beichtaussprachezimmer geschaffen an Stelle des rechtsseitigen Kapellenraumes an der Ostfront der Kirche. Die linksseitige Taufkapelle wurde zur Marienkapelle umfunktioniert. Ebenso wurde die Sakristei überholt und neu eingerichtet. Am 27. März 1977 wurde die erneuerte Kirche von Bischof Johannes Vonderach eingeweiht. 1989–1991 erfolgte der Erweiterungsbau des alten Vereinshauses zum heutigen Pfarrei-Zentrum St. Agatha. 1996–1997 zum 70. Jahrestag der Kirchweihe wurde die Kirche innen gereinigt und der Turm saniert.

#### Tochterpfarreien
Im 20. Jahrhundert war die Pfarrei St. Agatha Mutterpfarrei von drei Pfarreien: Die ab 1900 zu Heilig Kreuz Zürich-Altstetten gehörenden Gebiete von Oberurdorf und Schlieren wurden von 1955 bis 1960 vorübergehend St. Agatha Dietikon zugeschlagen, bis zunächst Bruder Klaus Urdorf und dann St. Josef Schlieren als eigenständige Pfarreien aufgebaut wurden. Da 1968 15‘000 Katholiken in Dietikon und den damals zur katholischen Kirchgemeinde Dietikons zählenden Gemeinden Geroldswil, Oetwil und Fahrweid-Weiningen lebten, wurden innerhalb von Dietikon die Gründung zweier weiterer Pfarreien angestrebt, von denen jedoch nur die eine realisiert wurde. Nicht zustande kam der Aufbau einer Pfarrei St. Ulrich, die den ursprünglichen Patron der Kirche St. Agatha als Kirchenpatron gehabt hätte. Diese Kirche wäre an der heutigen Schützenstrasse 2-8 im Quartier Breiti im Westen von Dietikon zu stehen gekommen. Als zweite Pfarrei der Stadt Dietikon wurde dagegen im Osten der Stadt im Schönenwerdquartier die Pfarrei St. Josef aufgebaut. Anlässlich der Einweihung der neu erbauten Kirche am 19. Oktober 1968 wurde das Gebiet zum Pfarrrektorat erhoben und am 3. September 1972 zur eigenständigen Pfarrei ernannt, von St. Agatha abgetrennt. Bereits im Jahr 1956 hatte sich in Geroldswil ein Kirchbauverein gegründet, mit dessen Geld sowie den eingegangenen Kirchensteuern seit der öffentlich-rechtlichen Anerkennung der katholischen Kirche im Jahr 1963 in den 1970er Jahren eine eigene Pfarrei gegründet werden konnte. Im Jahr 1972 wurde im neu erbauten Zentrum von Geroldswil die Kirche St. Johannes eingeweiht. Per bischöflichem Dekret wurden Geroldswil, Oetwil an der Limmat und Fahrweid zu einer Pfarrei zusammengefasst und am 3. September 1972 von St. Agatha Dietikon abgetrennt.

#### Katholische Institutionen in Dietikon
- 1950 bis 1974 gab es in Dietikon das Katholische Altersheim St. Antonius an der Schöneggstrasse 29. Dieses wurde nach dem Bau des städtischen Altersheims Ruggacker aufgelöst.
- Für die rund 100 Italienisch sprechenden Arbeiterinnen der Weberei Syz AG wurde von den Menzinger Schwestern Ende des 19. Jahrhunderts bis 1935 ein Wohnheim betrieben.
- Das St. Josefs-Heim wurde am 16. Juni 1902 in Schlieren gegründet und 1913 nach Dietikon an die Urdorferstrasse verlegt. Es war ein Heim für Halb- und Vollwaisen, für Mädchen und Knaben. Geleitet wurde das Heim von den Karmelitinnen D.C.J., deren Generalmutterhaus in Sittard (Holland) lag. 1975 wurde die Kapelle des St. Josefs-Heims gebaut.[13] Geschlossen wurde das St. Josefsheim im Jahr 2005. Die letzten verbliebenen Ordensschwestern zogen in das Haus St. Joseph nach Ludwigsburg bei Stuttgart / Deutschland.

#### Heutige Pfarrei und Kirchgemeinde
Die katholische Kirchgemeinde Dietikon ist für die beiden Kirche St. Agatha und St. Josef zuständig. Mit ihren 8'130 Mitgliedern (Stand 2021) ist sie die drittgrösste Kirchgemeinde des Kantons Zürich.

## Baubeschreibung

### Kirchbauten bis 1926
Die 1089 erwähnte Pfarrkirche St. Ulrich stand auf dem gleichen Platz, wo heute die St. Agatha-Kirche steht. Diese erste Kirche war dem 973 verstorbenen heiliggesprochenen Bischof von Augsburg geweiht. Die 1926 aufgefundenen ältesten Mauerreste deuten darauf hin, dass die erste St. Ulrichs-Kirche in südöstlich-nordwestlicher Richtung stand, also quer zur heutigen Kirche. Durch die Erweiterung der Kirche nach Westen wurde die Kirche in späterer Zeit geostet. Im Jahr 1606 wurde die mittelalterliche Kirche renoviert, 1658–1659 wurde der Kirchturm, der ein Käsbissendach aufwies, dazu gebaut. Bis 1691 erfolgte eine Vergrösserung der Kirche, um der reformierten Gemeinde mehr Raum zu verschaffen, da die Reformierten von Dietikon, Urdorf, Spreitenbach, Killwangen und Rudolfstetten keine eigenen Kirchen besassen und sich in Dietikon zum Gottesdienst versammelten, während die katholischen Christen dieser Gemeinden über die jeweiligen Kapellen und Dorfkirchen verfügten (mit Ausnahme von Urdorf, das ganz zum neuen Glauben übergetreten war). Im 19. Jahrhundert erhielt die Kirche St. Agatha neugotische Altäre, die von der Firma Alois Hollenstein in Wil SG 1868 gefertigt wurden, sowie 1883 einen neuen Taufstein und drei Glasfenster im Chor. 1874 bekam die Kirche ihre Orgel, ein Instrument der Orgelbaufirma Gebr. Linck in Giengen (Württemberg) mit 13 klingenden Registern. Diese Orgel wurde 1926 nach dem letzten Gottesdienst in der alten Kirche St. Agatha der neu aufgebauten Pfarrei Liebfrauen Hinwil verkauft und war dort bis in die 1970er Jahre in Gebrauch.
Disposition der Linck-Orgel:
| I Manual C–    |      |
| Principal      | 8′   |
| Viola di Gamba | 8′   |
| Grossgedackt   | 8′   |
| Oktav          | 4′   |
| Flöte          | 4′   |
| Mixtur         | 2/3′ |

| II Manual C–    |    |
| Geigenprincipal | 8′ |
| Salicional      | 8′ |
| Gemshorn        | 4′ |
| Physharmonica   |    |

| Pedal C–  |     |
| Subbass   | 16′ |
| Octavbass | 8′  |
| Fagott    | 8′  |

- Koppeln: II/I, I/P, II/P
- Collectivtritt, Tritt zur Schwellung der Physharmonica

Am 3. September 1927 erklangen die alten Glocken der zum Abbruch freigegebenen Kirche zum Empfang der neuen Glocken das letzte Mal. Die grösste Glocke stammte von der Giesserei Johann Jakob Grieshaber in Waldshut. Diese Glocke trug jedoch am Joch die Jahreszahl 1658. Dieser Umstand lässt sich anhand einer Chronik der Pfarrei Urdorf erklären: Diese Glocke war im Jahr 1705 gesprungen und wurde daraufhin umgegossen. Die kleinste und die zweitkleinste Glocke dürften aufgrund ihrer Form und ihrer Inschriften aus 13. bis 14. Jahrhundert zu datieren sein. Nach der Einweihung der neuen Kirche St. Agatha kam das alte Geläut von Dietikon in den Turm der katholischen Kirche Thalwil und tat seinen Dienst bis 1959. Dann wurde von der Glockengiesserei H. Rüetschi, Aarau für die katholische Kirche St. Felix und Regula (Thalwil) ein neues Geläut gegossen. Die drei grösseren Glocken wurden eingeschmolzen, die kleinste wurde ins Museum in Dietikon verbracht und befindet sich heute bei der Abdankungshalle des Friedhofs Guggenbühl in Dietikon.
| Nummer | Gewicht | Durchmesser | Ton  | Widmung        | Gussjahr |
| ------ | ------- | ----------- | ---- | -------------- | -------- |
| 1      | 850 kg  | 122 cm      | fis1 | Jesus Christus | 1705     |
| 2      | 600 kg  | 100 cm      | gis1 | Hl. Maria      | 1410     |
| 3      | 275 kg  | 78 cm       | h1   | Frieden        |          |
| 4      | 200 kg  | 71 cm       | d2   | Angelus        |          |

### Heutige Kirche St. Agatha

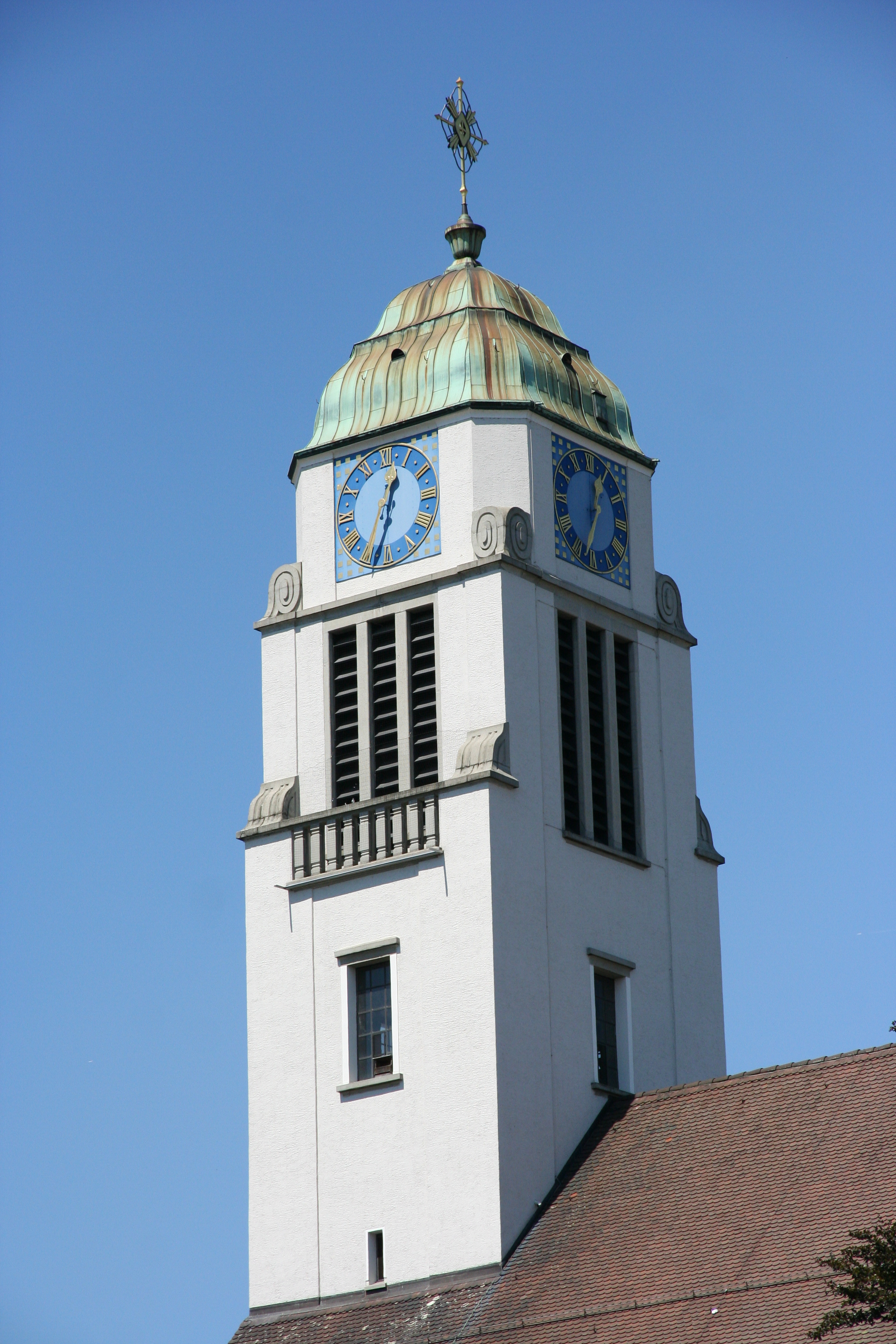
Glockenturm von Süden

#### Kirchturm und Äusseres
Der Glockenturm birgt ein sechsstimmiges Geläut, das wie dasjenige der reformierten Kirche Dietikon von der Glockengiesserei H. Rüetschi, Aarau stammt. Drei der sechs Glocken mussten ein zweites Mal gegossen werden. Am 4. September 1927 wurden die Glocken von Bischof Georg Schmid von Grüneck geweiht und anschliessend von der Schuljugend in den Turm aufgezogen.
| Nummer | Gewicht | Ton  | Widmung      | Inschrift |  |
| ------ | ------- | ---- | ------------ | --- |  |
| 1      | 4400 kg | A    | Christkönig  | Christus regnat – Christus imperat – Christus vincit – anno Domini MCMXXVII (= Christus regiert – Christus herrscht – Christus siegt – im Jahr des Herrn 1927) |  |
| 2      | 3200 kg | H    | St. Agatha   | Ab incendio et quovis malo nos praeservare digneris (=Vor Feuer und jeglichem anderen Übel mögest du uns bewahren)                                             |  |
| 3      | 1535 kg | d1   | Muttergottes | Ave Maria gratia plena dominus tecum (= Gegrüsset seist du, Maria, voll der Gnade, der Herr ist mit dir)                                                       |  |
| 4      | 1300 kg | e1   | St. Josef    | Ultima in mortis hora filium pro nobis ora (= In unserer letzten Stunde bei deinem Sohne bitt für uns)                                                         |  |
| 5      | 950 kg  | fis1 | Arme Seelen  | Miseremini mei, saltem vos amici mei (=Erbarmt euch meiner, wenigstens ihr, meine Freunde)                                                                     |  |
| 6      | 550 kg  | a1   | Schutzengel  | Observa eum et audi vocem ejus (=Achte auf ihn und höre seine Stimme)                                                                                          |  |

#### Innenraum und künstlerische Ausstattung
Architekt Adolf Gaudy beschrieb die Kirche mit folgenden Worten: „Das Schiff der Kirche bildet ein schlichtes Rechteck, dem nach Norden sich der halbrund geschlossene Chor, flankiert von symmetrischen Anbauten für die Sakristei und einen Unterrichtsaum angegliedert. An der Süd- zugleich Hauptfront erhebt sich der wuchtige Turm mit dem Hauptportal. Daran schliessen sich die Seiteneingänge, alle mit Windfängen versehen, und auf jeder Seite je eine kleine Lourdes- und eine Taufkapelle an. Das Rechteck des Schiffes ist im Innern gegliedert durch Säulenreihen, die auf jeder Seite um die Breite der Seitenlänge von der Aussenwand abstehen. Auf diesen Säulen erhebt sich das Tonnengewölbe, das mit einer Scheitelhöhe von 16,50 m das Schiff überspannt. Durch diese Anordnung gewinnen alle Plätze freien Blick zum Chor und zur Kanzel. Die Säulenarchitektur setzt sich am Chorbogen und im Chor fort, wodurch der Raum an Einheitlichkeit gewinnt und in der Perspektive gross wirken wird. Die 804 Sitzplätze zählende Bestuhlung im Schiff ist durch einen Mittelgang und einen Kreuzgang geteilt, auf den die Seitenportale mit eingebauten Windfängen führen. Die von zwei Säulen getragene Empore bietet für einen Sängerchor und etwa 150 Sitzplätze Raum.“
Die Altargemälde stammen von Martin Feuerstein, München (1856–1931). Am linken Seitenaltar ist die Muttergottes dargestellt, am rechten die Heilige Familie mit dem Hl. Josef, hinter dem Hochaltar wird die Himmelfahrt Christi gezeigt. Die Apostelbilder am Kirchengewölbe wurden von Augustin Müller, Wil SG (1864–1943) gefertigt. Dabei ersetzte der Künstler Judas Iskariot durch den Apostel Paulus. Der Kreuzweg ist als enkaustische Malerei von Josef Heimgartner (1868–1939), Altdorf als Kopie eines Werks von Gebhard Fugel geschaffen. Die Glasgemälde stammen von F. W. Zettler (1865–1949), München nach Entwürfen von Gebhard Fugel. Bei der Renovation von 1976 bis 1977 wurden der Volksaltar, der Ambo und der Taufbrunnen von Albert Wider, Widnau SG erstellt.

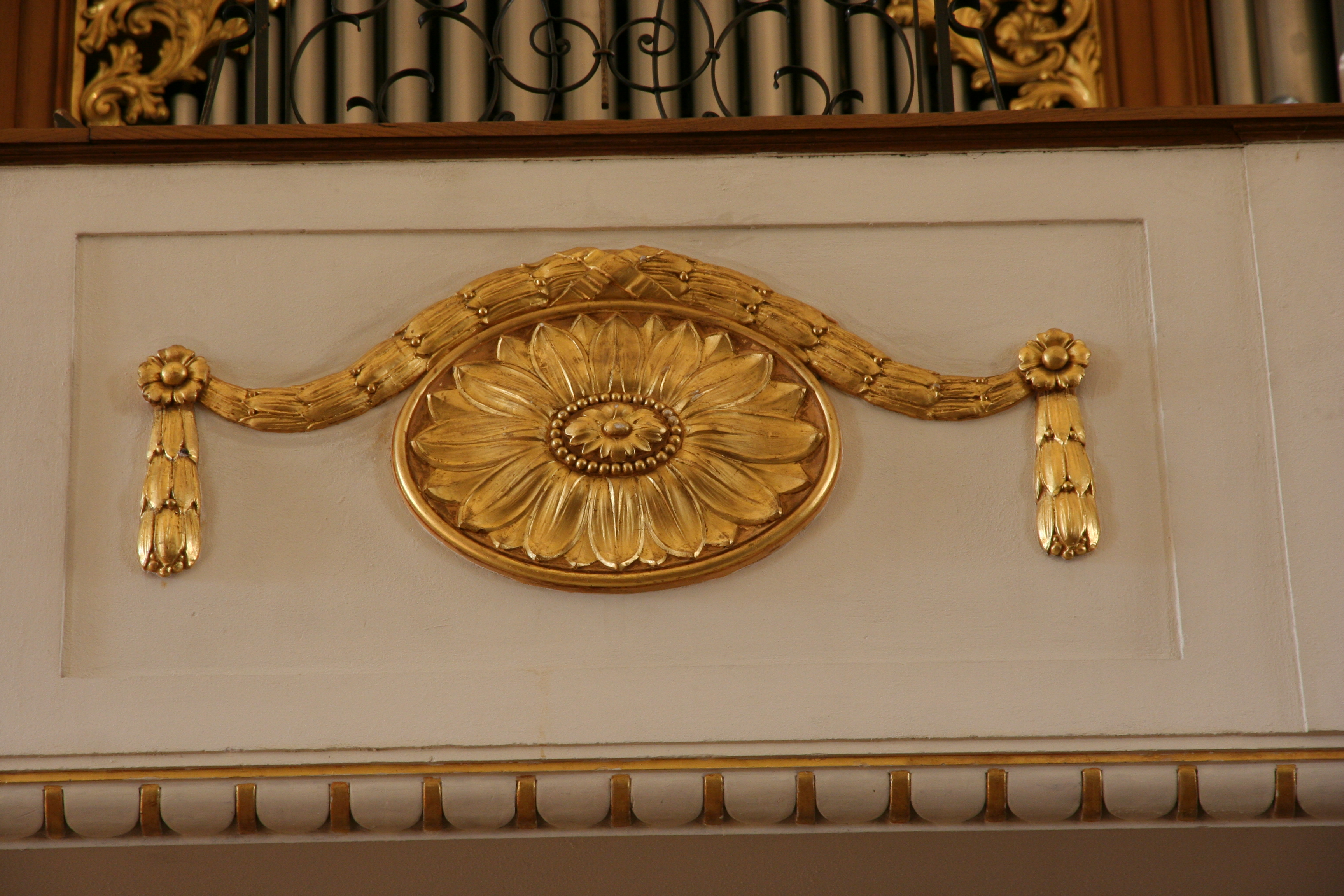
Empore, Detail
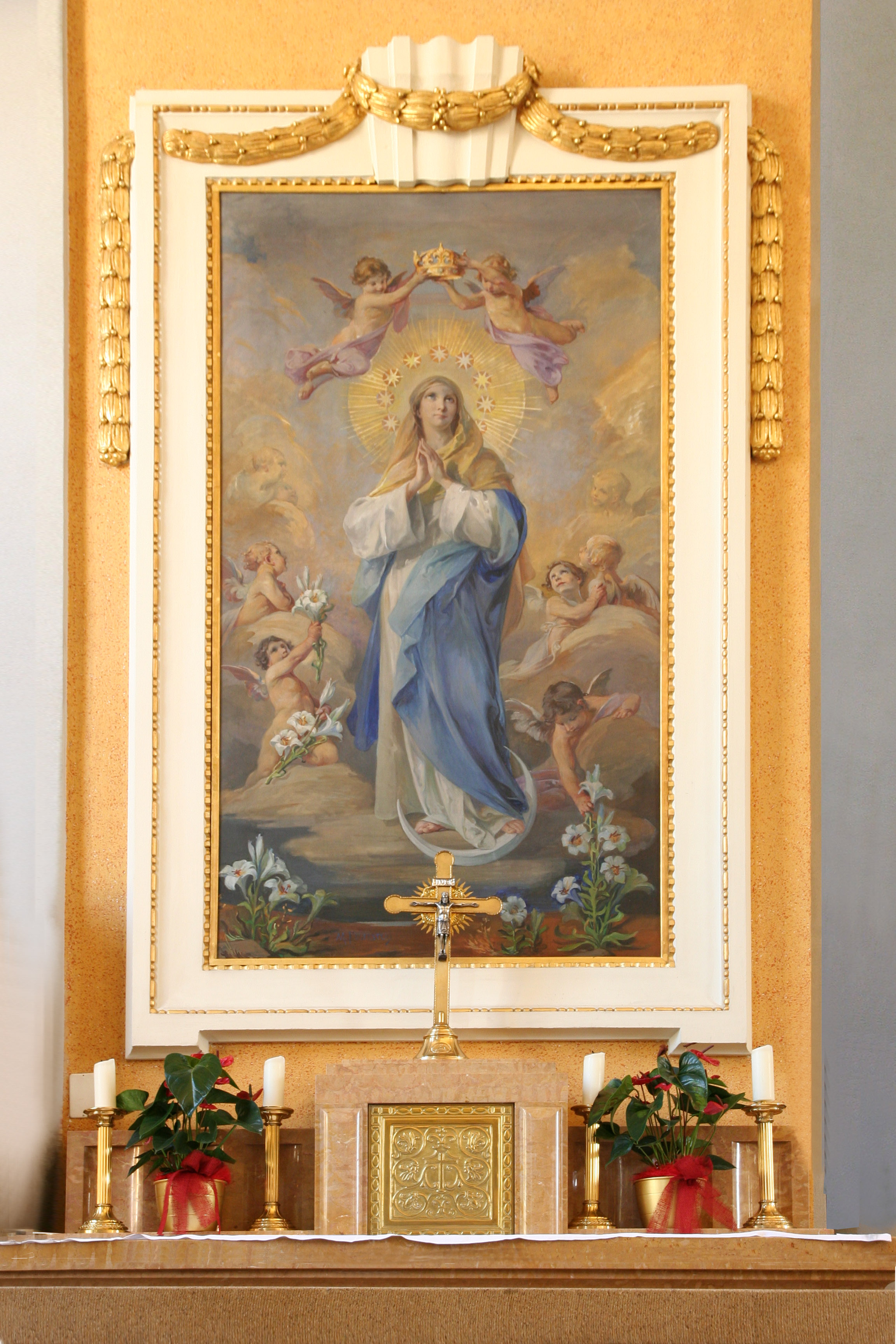
Marienaltar
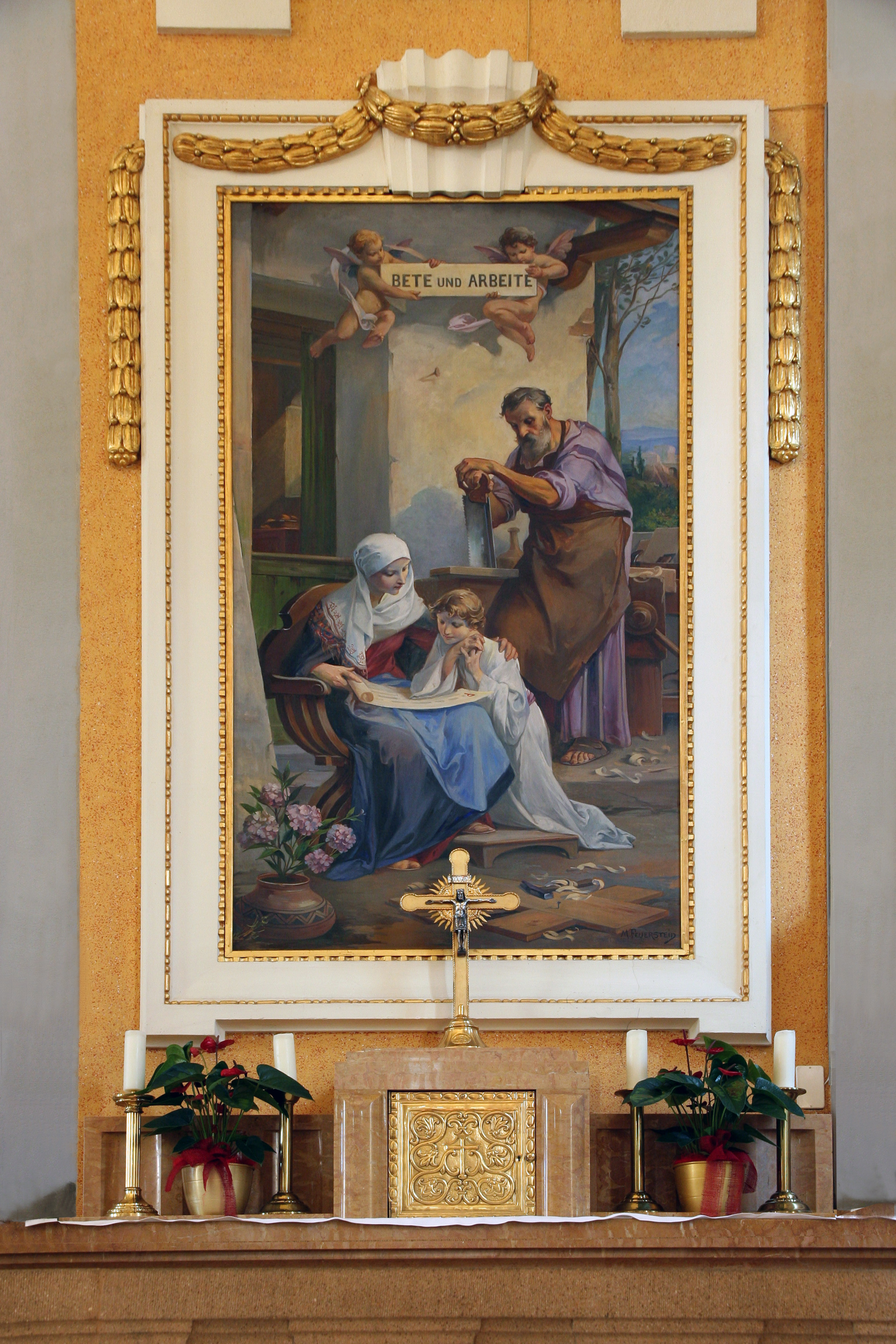
Josefsaltar
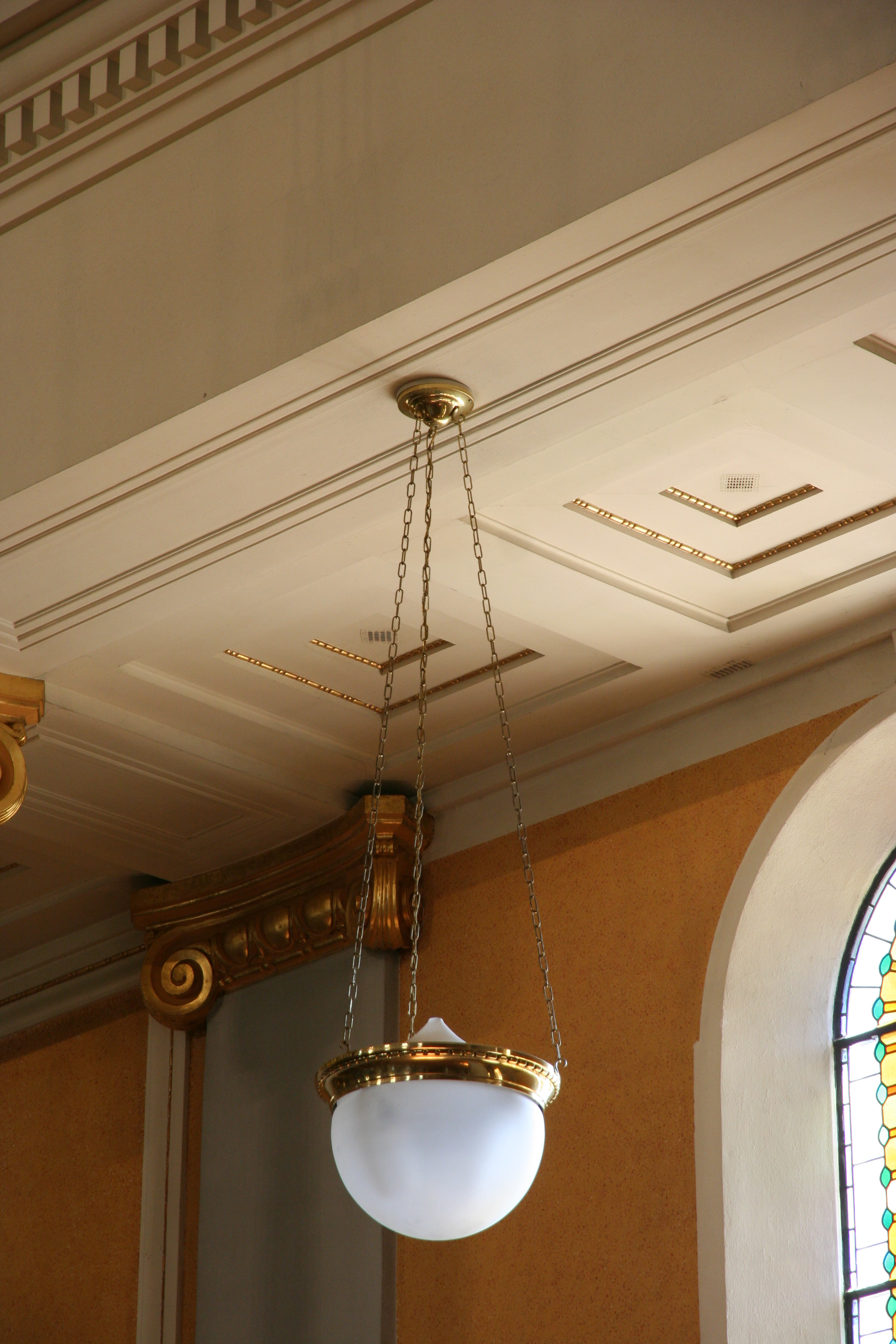
Historischer Leuchter

#### Orgeln

##### Späth-Orgel 1927–1950
Nach dem Neubau der Kirche wurde auf der Empore eine Orgel der Firma Späth Orgelbau aufgebaut. Es handelte sich um ein pneumatisches Instrument mit Taschenladen, das über 3 Manuale und Pedal verfügte. Die Orgel stand in einer Orgelkammer, die in den Turm hineinreichte. Obwohl diese Orgel technisch noch in Ordnung war, wurde sie im Jahr 1950 dem Zeitgeschmack entsprechend aus musikalischen Gründen durch ein neues Instrument ersetzt.
Disposition der Späth-Orgel
| I Hauptwerk C–g3 |       |
| Prinzipal        | 16′   |
| Prinzipal        | 8′    |
| Gedackt          | 8′    |
| Nachthorn        | 8′    |
| Flauto Mayor     | 8′    |
| Gambe            | 8′    |
| Dolce            | 8′    |
| Oktave           | 4′    |
| Rohrflöte        | 4′    |
| Nasat            | 2 ⁄3′ |
| Oktave           | 2'    |
| Mixtur IV        | 2 ⁄3′ |
| Cornett V        | 8′    |
| Trompete         | 8′    |

| II Schwellwerk C–g3 |        |
| Lieblich gedackt    | 16′    |
| Geigenprinzipal     | 8′     |
| Echo bourdon        | 8′     |
| Flûte harmonique    | 8′     |
| Salicional          | 8′     |
| Aeoline             | 8′     |
| Voix celeste        | 8′     |
| Traversflöte        | 4′     |
| Violine             | 4′     |
| Spitzflöte          | 2 ⁄3′  |
| Waldflöte           | 2′     |
| Terzflöte           | 1 3⁄5′ |
| Septime             | 1 ⁄7′  |
| Oboe                | 8'     |
| Tremulant           |        |

| III Echowerk schwellbar C–g3 |        |
| Quintatön                    | 8′     |
| Konzertflöte                 | 8′     |
| Dulcian                      | 8′     |
| Unda maris                   | 8′     |
| Corno                        | 4′     |
| Flûte d’amour                | 4′     |
| Quinte                       | 2 ⁄3′  |
| Flageolet                    | 2′     |
| Terz                         | 1 3⁄5′ |
| Krummhorn                    | 8′     |
| Tremulant                    |        |

| Pedal C–f1              |     |
| Prinzipal               | 16′ |
| Violinbass              | 16′ |
| Subbass                 | 16′ |
| Echobass (Transmission) | 16′ |
| Nasat                   | 8′  |
| Flötbass                | 8′  |
| Salicetbass             | 8′  |
| Prinzipalflöte          | 4′  |
| Bombardon               | 16′ |

- Normalkoppeln II/I, III/I, III/II, I/P, II/P, III/P
- Spielhilfen: 4 feste Kombinationen, 2 freie Kombinationen, 4 Registerchöre, Registercrescendo, automatische Pedalregulierung, Einzelabsteller für Zungen

##### Metzler-Orgel seit 1950

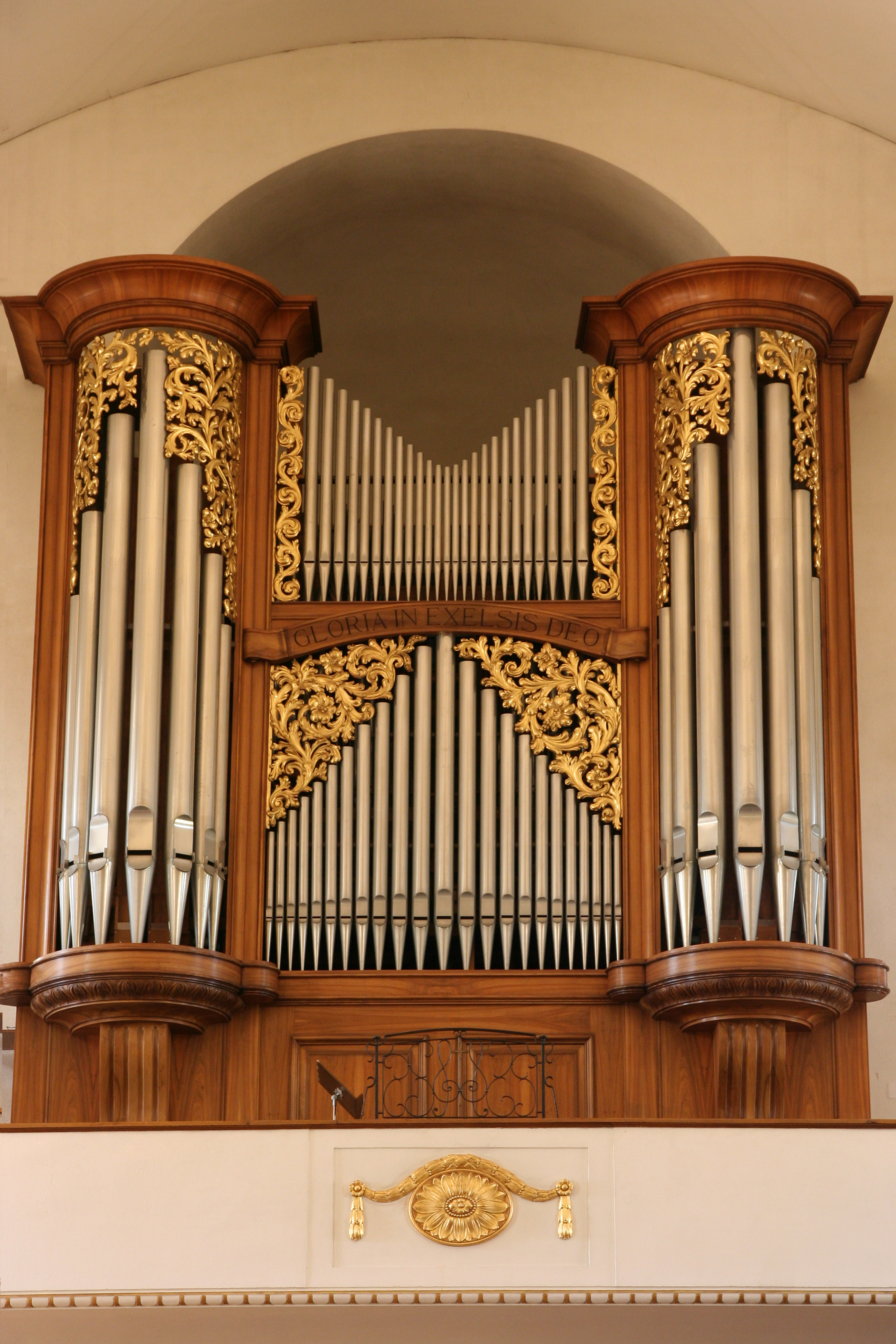
Metzler-Orgel von 1950

Die heutige Hauptorgel stammt aus dem Jahr 1950 und wurde von der Firma Metzler Orgelbau erstellt. Das Instrument besitzt 42 klingende Register, eine Transmission sowie eine Verlängerung auf drei Manualen samt Pedal. Die Traktur ist elektrisch, die Registratur elektropneumatisch. Die Windladen sind Schleifladen. Die Orgel wurde 1963 und 1994 durch die Firma Metzler und 1976 durch Bernhard Temrau revidiert. 1999 wurde die Orgel erweitert, umgebaut und einer Gesamtrevision durch Metzler Orgelbau unterzogen.
Disposition der Metzler-Orgel:
| I Hauptwerk C–g3  |     |
| Prinzipal         | 16′ |
| Prinzipal         | 8′  |
| Rohrflöte         | 8′  |
| Gemshorn          | 8′  |
| Oktave            | 4′  |
| Spitzflöte        | 4′  |
| Oktave            | 2′  |
| Mixtur V-VI       | 2'  |
| Cornett V (ab f0) | 8′  |
| Trompete          | 8′  |

| II Kronpositiv C–g3 |       |
| Suavial             | 8′    |
| Gedackt             | 8′    |
| Prinzipal           | 4′    |
| Traversflöte        | 4′    |
| Prinzipal           | 2′    |
| Larigot             | 1 ⁄3′ |
| Mixtur IV           | 1′    |
| Krummhorn           | 8′    |

| III Schwellwerk C–g3 |        |
| Gedackt              | 16′    |
| Prinzipal            | 8′     |
| Flöte                | 8′     |
| Salicional           | 8′     |
| Schwebung (ab c0)    | 8′     |
| Prinzipal            | 4′     |
| Rohrflöte            | 4′     |
| Nasat (ab c0)        | 2 ⁄3′  |
| Blockflöte           | 2′     |
| Terz (ab c0)         | 1 3⁄5′ |
| Scharff IV–V         | 1 ⁄3′  |
| Basson               | 16′    |
| Trompette harmonique | 8′     |
| Oboe                 | 8′     |
| Clairon              | 4′     |
| Tremulant            |        |

| Pedal C–f1              |     |
| Prinzipal               | 16′ |
| Subbass                 | 16′ |
| Zartbass (Transmission) | 16′ |
| Oktavbass               | 8'  |
| Spillflöte              | 8′  |
| Gedackt (Verlängerung)  | 8′  |
| Oktave                  | 4′  |
| Mixtur IV               | 4′  |
| Posaune                 | 16′ |
| Trompete                | 8'  |
| Clairon                 | 4′  |

- Normalkoppeln II/I, III/I, III/II, I/P, II/P, III/P
- Spielhilfen: Generalkoppel, Registercrescendo, Koppeln aus Crescendo, 2 feste Kombinationen (f, Tutti), 3 freie Kombinationen, automat. Pedal, Absteller Zungen, Absteller Mixturen, Einzelabsteller für alle Zungen, ausser für die Oboe im Schwellwerk